# Eumenes dimidiatus
Eumenes dimidiatus är en stekelart som beskrevs av Br. Eumenes dimidiatus ingår i släktet krukmakargetingar, och familjen Eumenidae. Utöver nominatformen finns också underarten E. d. montanus.